# Smart-TV

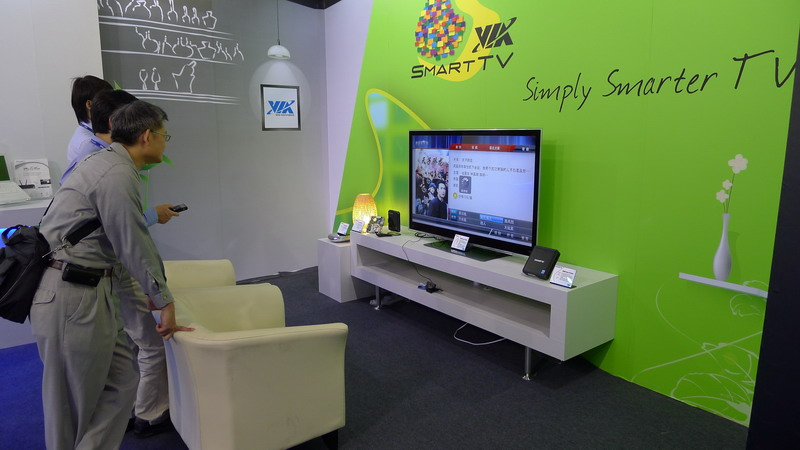
Ein Smart-TV-Gerät auf einer Messe

Smart-TV, manchmal auch Hybrid-TV, ist die Bezeichnung für Fernsehgeräte mit Computer-Zusatzfunktionen, insbesondere Internet-Fähigkeiten. Smarte Fernsehgeräte haben Zusatzschnittstellen wie USB-Ports, Netzwerkschnittstellen (RJ-45 oder WLAN) und Slots für Speicherkarten. Die wichtigste Zusatzfunktion ist für die Hersteller die HbbTV-Funktionalität.
Ist das TV-Gerät direkt oder über Peripherie-Geräte wie Digitalreceiver, Set-Top-Boxen, Spielekonsolen oder Media Dongles an das Internet angeschlossen, spricht man auch von einem Connected TV (CTV). Diese Bezeichnung betont die Vernetzung des Gerätes mit dem Internet, die den Abruf von IP-basierten Inhalten ermöglicht.

## Funktionen
Voraussetzung, um ein internet- sowie netzwerkfähiges Fernsehgerät in vollem Funktionsumfang nutzen zu können, ist ein Breitbandanschluss. Ein Smart-TV ermöglicht es, im Internet zu surfen oder per Knopfdruck auf die Fernbedienung Filme im Einzelabruf sofort-startend, wahlweise in SD-, HD- oder UHD-Qualität, aus Onlinevideotheken abzurufen. Des Weiteren ist es möglich, auf Video-, Musik- und Bilddateien zuzugreifen, welche auf einem PC gespeichert sind. Auch Videotelefonate über Skype können am Fernseher gehalten werden. Eine Steuerung des TV-Gerätes ist per Smartphone, Tablet, USB- und Bluetooth-Tastatur möglich, nachdem der Nutzer, der über eines dieser Geräte verfügt, die zum jeweiligen Hersteller passende App heruntergeladen und installiert hat. Falls die Fernsteuerung über die integrierte Fernbedienung erfolgt, bedarf es keiner solcher zusätzlichen Anwendungssoftware.
Der Werbewirtschaft bietet sich die Möglichkeit personalisierter Werbung („Addressable TV“).

## Nachrüstung
Alternativ können die Nutzungsmöglichkeiten von Fernsehgeräten auch über eine Verbindung (meist HDMI) zu externen PCs, Laptops oder mittels HDMI-Sticks erweitert werden oder mittels einer geeigneten Set-Top-Box.
Zahlreiche Unternehmen bieten daumengroße Micro-Computer mit dem Betriebssystem Android an, welche jeden Fernseher in ein Smart-TV-Gerät verwandeln können. Es handelt sich dabei um kompakte Dongles mit einem ARM-Prozessor, die an einen HDMI-Anschluss des Fernsehers angeschlossen werden – daher auch HDMI-Sticks genannt werden – und über die Fernbedienung, in manchen Fällen auch über Smartphone oder Tablet, gesteuert werden können.

## Datenschutz
Jede rückkanalfähige Netzwerkverbindung bietet die Möglichkeit zur Übermittlung personenbezogener oder sonstiger Daten an den Hersteller oder andere Parteien, meist Inhalteanbieter. Für das Verfahren ist es notwendig, dass der Fernseher Kontakt mit dem Informationsanbieter aufnimmt. Dieses ist eine qualitative Änderung: Während der Nutzer beim gewöhnlichen Fernsehen anonym bleibt, so ist er jetzt unter Umständen identifizierbar. Bei Tests hat sich gezeigt, dass teilweise persönliche Daten verschickt werden, ohne dass der Nutzer die entsprechenden Funktionen aktiviert hatte. Dieses ist datenschutzrechtlich bedenklich, zumal der Inhalteanbieter die Daten auch Dritten zur Verfügung stellen kann. Auch der Hersteller Samsung warnt seine Kunden davor, dass es bei eingeschalteter Sprachsteuerung des Geräts sein könne, dass private Gespräche im Aufstellungsraum von Drittanbietern mitgehört werden könnten.